# Sō Yoshitoshi
En aquest nom japonès, el cognom és Sō.
Sō Yoshitoshi (宗义智, 1568 - 31 de gener de 1615) va ser un dàimio japonès del domini de Tsushima membre del clan Sō durant el període Sengoku i fins al període Edo de la història del Japó. Algunes vegades en nomenat també com Yoshitomo. Sota la influència de Konishi Yukinaga, va ser batejat amb el nom de Darios. Va prendre part durant les invasions japoneses a Corea convocades per Toyotomi Hideyoshi en la dècada de 1590 i va comandar l'exèrcit durant el setge de Busan.
Durant la batalla de Sekigahara va lluitar al costat del bàndol de Tokugawa Ieyasu contra les forces d'Ishida Mitsunari, de manera que després de la victòria va ser comptat entre els fudai dàimio.